# Bokura wa Minna Kawai-sō
Bokura wa Minna Kawaisou (яп. 僕らはみんな河合荘, Бокура ва мінна Каваі-со:) — манґа Рурі Міяхари, що виходила з червня 2010 року. На основі манґи була створена аніме-адаптація студії Brain's Base. Манґа в кінці березня, середині листопада і до середини грудня 2014 року потрапила в перелік найпродаваємих коміксів у Японії.
Манґа публікується також на території Тайваня видавництвом Ever Glory Publishing Co., Ltd.
Назва манґи є грою слів, побудованою на співзвуччі зі словом «Kawaisou» (яп. 可哀想, кириліз.: Кавайсо:, досл. «бідолага, жалюгідний, неборак»).

## Сюжет
Кадзунарі все своє життя був оточений  дивними людьми, за ним навіть закріпилося прізвисько «Куратор диваків». Поступивши в старшу школу, він розраховує позбавитись від минулого та почати спокійне і розмірене життя. Для цього він з'їжджає від батьків та переїжджає у Кавайсо — невеликий гуртожиток, який здається тихим місцем. Однак, незабаром Кадзунарі розуміє, що потрапив в справжню оселю для диваків. Вже надумав тікати звідти, він раптово впізнає серед мешканців дівчину, котру він зустрів в школі в перший навчальний день. Заради неї Кадзунарі переглядає свою думку про Кавайсо і погоджується залишитися. Тепер йому належить вжитись в цій дивній компанії, адже він «керівник диваків».

## Персонажі

### Головні персонажі
Кадзунарі Уса (яп. 宇佐 和成 Уса Кадзунарі) — головний герой, студент першого року старшої школи Хокко (яп. 北 高). З'їжджає від батьків і поселяється в Каваісо. У перший навчальний день зустрічається в бібліотеці з Ріцу, закохуючись з першого погляду. Дізнавшись, що вона теж живе в Каваісо, погоджується залишитися. Ділить в гуртожитку одну кімнату з Сіросакі. На літніх канікулах влаштовується працювати в тематичне кафе «Сьосей» (яп. 書生 カ フ ェ), стилізоване під період Мейдзі.
Сейю: Юіті Ігуті
Ріцу Кавай (яп. 河合 律 Кавай Ріцу) — головна героїня, племінниця власниці гуртожитку (назвою гуртожитку є її прізвище), студентка другого курсу старшої школи Хокко. Мовчазна дівчина, обожнює читати книги. Є інтровертом і не бачить нічого поганого в самоті, хоча і бажає завести друзів. Дуже полохлива, легко ніяковіє і не любить бути в центрі уваги. Не балакуча, за винятком обговорення книг.
Сейю: Кана Ханадзава
Сіросакі (яп. 城崎), або просто Сіро (яп. シロ) — сусід Кадзунарі. Товариський і доброзичливий, але при цьому збоченець-мазохіст, чим він сам навіть пишається. Носить довгий чубчик, що закриває очі, і традиційний японський одяг. Живе в Кавайсо четвертий рік і є відомою особою серед місцевої поліції. Майстерно володіє мистецтвом зв'язування — сібарі. Безробітний, через що нікому невідомо, яким чином він оплачує оренду. Вперше зустрічається з Кадзунарі під час чергового конфлікту з поліцією. Справжнє ім'я невідомо.
Сейю: Го Сіномія
Маюмі Нісікіно (яп. 錦野 麻弓 Нісікіно Маюмі)— дівчина, що катастрофічно погано розбирається в чоловіках. Носить окуляри і володіє великим розміром грудей. Наївна і легкодоступна, постійно прагне до нових відносин, але кожен раз невдало. Любить випити (зокрема через невдалі відносин). Заздрить всім, хто зміг налагодити своє особисте життя, і інстинктивно перешкоджає в цьому іншим. Живе в Кавайсо третій рік. Вміє грати на гітарі. Вперше зустрічається з Кадзунарі напідпитку після чергового розставання.
Сейю: Ріна Сато
Саяка Ватанабе (яп. 渡辺 彩花 Ватанабе Саяка) — студентка коледжу, живе в Кавайсо другий рік. Підступна й лукава, як правило поводиться дуже витончено і носить величезну кількість косметики. Привертає до себе безліч чоловіків, але абсолютно не вміє їм відмовляти, через що часто конфліктує з Маюми. Любить підколювати інших мешканців гуртожитку.
Сейю: Хісако Канемото
Суміко Каваі (яп. 河合 住子 Кавай Суміко)— престаріла керуюча гуртожитком. Спокійно сприймає будь-яку поведінку мешканців і здатна втихомирити будь-кого з них. Перед заселенням просила кожного мешканця розповісти про себе. Почувши розповідь Кадзунарі про те, як він був «куратором диваків», вирішила, що він як ніхто краще зможе порозумітися з мешканцями Кавайсо. Прекрасно готує і знає улюблену страву кожного мешканця.
Сейю: Санае Кобаясі

#### Другорядні персонажі
Тінацу (яп. 千夏 Тінацу)— дев'ятирічна учениця місцевої початкової школи. Подружилася з мешканцями Кавайсо, після того, як Сіросакі знайшов і повернув її гаманець. Стала проводити багато часу граючи з Сіросакі, коли посварилася з подругами. Завдяки йому ж помирилася з ними. Не підозрює про схильність Сіросакі, так як в її присутності він поводиться зовсім по-іншому.
Сейю: Ай Сімідзу
Тагамі (яп. 田神 Тегамі)— друг Кадзунарі з середньої школи. Зустрічається з мешканцями Кавайсо в кафе, де працює Кадзунарі, після чого закохується в Маюмі.
Сейю: Дзюнсуке Сакай
Ходзьо (яп. 北条 Хо: дзьо:) — працює разом з Кадзунарі в кафе «Сьосей» під псевдонімом Ямамото (яп. 山 本). Ексцентрична й галаслива людина, захоплюється японською історією і зокрема періодом Мейдзі. Сильно вживається в свою роль і не виходить з образу.
Сейю: Хікару Мідорікава
Курокава (яп. 黒川 Курокава) — працює разом з Кадзунарі в кафе «Сьосей» під псевдонімом Сайондзі (яп. 西 園 寺). Спокійна і м'яка людина. Вірить в духів і захоплюється надприродним.
Сейю: Такасі Кондо
Хаясі (яп. 林 Хаясі)— колишня однокласниця Кадзунарі з середньої школи. Вважалася однією з дивних людей, що оточували Кадзунарі. Захоплювалася окультизмом, що часто було причиною насмішок над нею. Єдиним її шкільним другом був Кадзунарі. Після надходження в старшу школу вирішила змінити себе. Відмовилася від старих захоплень і змінила імідж на більш гламурний. Зустрічається з Кадзунарі в кафе, де він працює, під час зустрічі з друзями. Підтримала своїх друзів, коли вони почали насміхатися над Кадзунарі, після чого розкаялася і прийшла в Кавайсо вибачитися перед ним.
Сейю: Манамі Нумакура
Міхару Цунеда (яп. 常田 美晴 Цунеда Міхару) — подруга Саякі з середньої школи. Приїжджає до неї в гості в Кавайсо, де ділиться з усіма тим, якою Саяка була в середній школі. Єдина людина, з якою Саяка не веде себе лицемірно, оскільки Міхару єдина знає її справжній характер.
Сейю: Аяка Сува

## Медіа

### Манґа
Манга написана і ілюстрована Рурі Міяхарою. Випускається видавництвом Shonen Gahosha в щомісячному журналі Young King OURs. Перша глава опублікована в червневому випуску 2010 року. Перший танкобон вийшов 30 травня 2011 року. До 29 листопада 2014 року опубліковано 6 томів.

#### Список томів
| №    | Дата виходу       | ISBN                   |
| ---- | ----------------- | ---------------------- |
| 1    | 30 травня 2011    | ISBN 978-4-7859-3631-0 |
| 2    | 30 січня 2012     | ISBN 978-4-7859-3777-5 |
| 3    | 30 серпень 2012   | ISBN 978-4-7859-3909-0 |
| 4    | 30 травень 2013   | ISBN 978-4-7859-5057-6 |
| 5    | 26 березня 2014   | ISBN 978-4-7859-5251-8 |
| 6    | 29 листопада 2014 | ISBN 978-4-7859-5435-2 |
| 7    | 30 вересня 2015   | ISBN 978-4-7859-5634-9 |
| 8    | 30 травня 2016    | ISBN 978-4-7859-5789-6 |
| 9    | 28 квітня 2017    | ISBN 978-4-7859-6006-3 |
| 10   | 30 червня 2018    | ISBN 978-4-7859-6235-7 |
| 11   | 30 липня 2018     | ISBN 978-4-7859-6257-9 |
| Plus | 30 серпня 2018    | ISBN 978-4-7859-6278-4 |

### Аніме
12-серійний аніме-серіал режисера Сігеюкі Міви створений на студії Brain's Base і транслювався на каналі TBS з 3 квітня по 19 червня 2014 року. 26 грудня 2014 року на DVD і Blu-ray вийшов OVA-епізод Hajimete no (яп. 初 め て の Хадзімете но).

#### Список серій
| № серії | Назва серії                                                          | Трансляція в Японії |
| 1       | Наприклад «Татоеба» (たとえば)                                       | 3 квітня 2014       |
| 2       | Ось це? «Коре тте» (これって)                                        | 10 квітня 2014      |
| 3       | Чому? «До: сіте» (どうして)                                          | 17 квітня 2014      |
| 4       | Умовно «Торіаедзу» (とりあえず)                                      | 24 квітня 2014      |
| 5       | Так і думал «Яппарі» (やっぱり)                                      | 1 травня 2014       |
| 6       | Та невже? «Мосікасіте» (もしかして)                                  | 8 травня 2014       |
| 7       | Рекомендований «Осусуме но» (おすすめの)                             | 15 травня 2014      |
| 8       | Вмираю від щастя «Уресіну» (うれしぬ)                                | 22 травня 2014      |
| 9       | Заборонений «Кіндан но» (禁断の)                                     | 29 травня 2014      |
| 10      | Краще ігноруй «Хоттокеба ій но ні» (ほっとけばいいのに)              | 5 червня 2014       |
| 11      | Зовсім немає друзів «Томодаті Нанка інай тте» (友達なんかいないって) | 12 червня 2014      |
| 12      | Я хочу бути ближче «Тікадзукітакуте» (近づきたくて)                  | 19 червня 2014      |
| OVA     | Перший час «Хадзімете но» (初めての)                                 | 26 грудня 2014      |
| ------- | -------------------------------------------------------------------- | ------------------- |

### Музика
Опенінг
- Itsuka no, Iku Tsuka no Kimi to no Sekai (яп. いつかの、いくつかのきみとのせかい)

Виконавець: Fhána
Ендінг
- My Sweet Shelter

Виконавець: Кана Ханадзава, Ріна Сато и Хісако Канемото

## Сприйняття
Критик сайту deremoe зазначив[джерело?], що головна нетиповість аніме полягає в її відкритому сексуальному контексті. Сюжет полягає в тому, як два підлітки поступово крок за кроком знаходять підхід один до одного, а сам серіал тримається до кінця, тому його варто додивитися. Серіал має багато спільного з WataMote, хоча головні герої там різні.
Річард Ейзенбайс зазначив, що аніме є історією ексцентричних підлітків, що живуть під одним дахом. Кожен персонаж наділений своєю родзинкою і проходить протягом серіалу еволюцію відносин. Одне з головних достоїнств серіалу полягає в його непередбачуваності.